# RE Engine
Il RE Engine è un motore grafico proprietario sviluppato dall'aprile 2014 dalla software house giapponese Capcom. Oltre al logo con una mano in prospettiva sulla luna è associato anche il titolo Reach for the moon Engine.
Attualmente in fase di espansione, e una volta completato verrà rinominato in REX Engine acronimo di RE neXt Engine.

## Storia
Inizialmente creato per il videogioco survival horror Resident Evil 7: Biohazard, è stato usato da allora per altri videogiochi della Capcom come Devil May Cry 5, Monster Hunter Rise, e Resident Evil Village. Il motore grafico è il successore del MT Framework, il precedente engine di proprietà Capcom.

## Caratteristiche
Rispetto al MT Framework, il RE Engine integra nuove funzioni di antialiasing e luce volumetrica; il motore grafico inoltre permette agli sviluppatori di usare la fotogrammetria per creare modelli di qualità elevata. Grazie al supporto per VR migliorato rispetto al predecessore, si riescono a raggiungere framerate elevati, necessari per evitare il motion sickness; sono inoltre inclusi strumenti per una più rapida creazione di animazioni quali: modular rigging, motion matching, procedural animation e motion retargeting. Il RE Engine dispone inoltre di diverse opzioni per nuove simulazioni fisiche che permettono di ottenere detriti più realistici.

### Piattaforme supportate
Amazon Luna; iOS; Linux; Mac; Nintendo Switch; PlayStation 4; PlayStation 5; Steam; Ubitus; Windows; Xbox One; Xbox Series X/S.

### Requisiti Hardware 2024
CPU: AMD Threadripper PRO 5975WX (32 core, 64 thread)
GPU: Nvidia GeForce RTX 4090
Memoria RAM: 256 GB
Spazio su SSD: 10 TB

## Videogiochi
Oltre ai videogiochi già pubblicati (2017–2023), nel corso della presentazione RE:2023 del 27 ottobre 2023 viene mostrata una slide dove appaiono i titoli attualmente in sviluppo per il 2024 e oltre.
2017
- Resident Evil 7: Biohazard

2019
- Resident Evil 2
- Devil May Cry 5

2020
- Resident Evil 3
- Resident Evil: Resistance

2021
- Capcom Arcade Stadium
- Ghosts 'n Goblins Resurrection
- Resident Evil Village
- Resident Evil RE:Verse

2022
- Monster Hunter Rise
- Capcom Arcade 2nd Stadium

2023
- Resident Evil 4
- Exoprimal
- Street Fighter 6
- Ghost Trick: Detective fantasma (remake)

2024
- Apollo Justice: Ace Attorney Trilogy
- Ace Attorney Investigations Collections
- Dragon's Dogma II
- Kunitsu-Gami: Path of the Goddess
- Dead Rising Deluxe Remaster

2025
- Monster Hunter Wilds

In sviluppo
- Resident Evil Requiem (2026)[18]
- Pragmata (2026)[19]
- Okami 2[20]